# سودتنلند

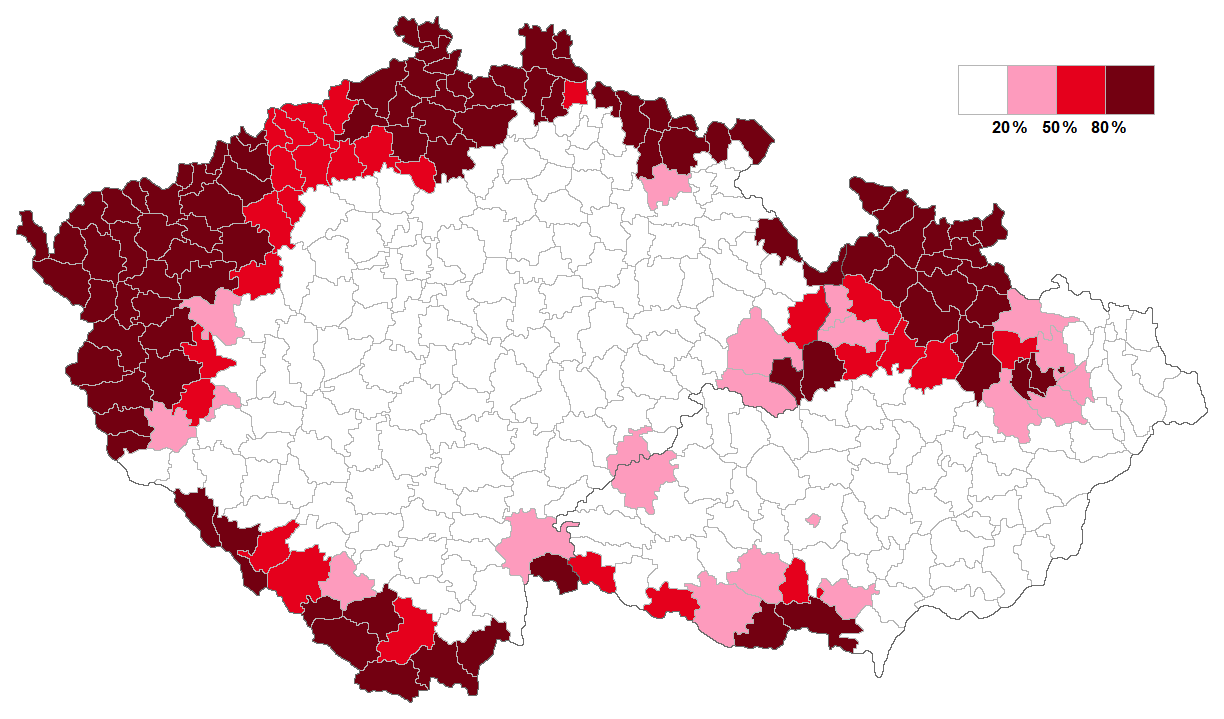
نگاره ای از سرزمین چک در سال۱۹۳۰، بخش هایی که داری گویشوران بومی آلمانی هستند با رنگ سُرخ‌جگری و بخش هایی که درصد های کمتری دارند با سُرخ‌ و صورتی نمایش داده شده اند.

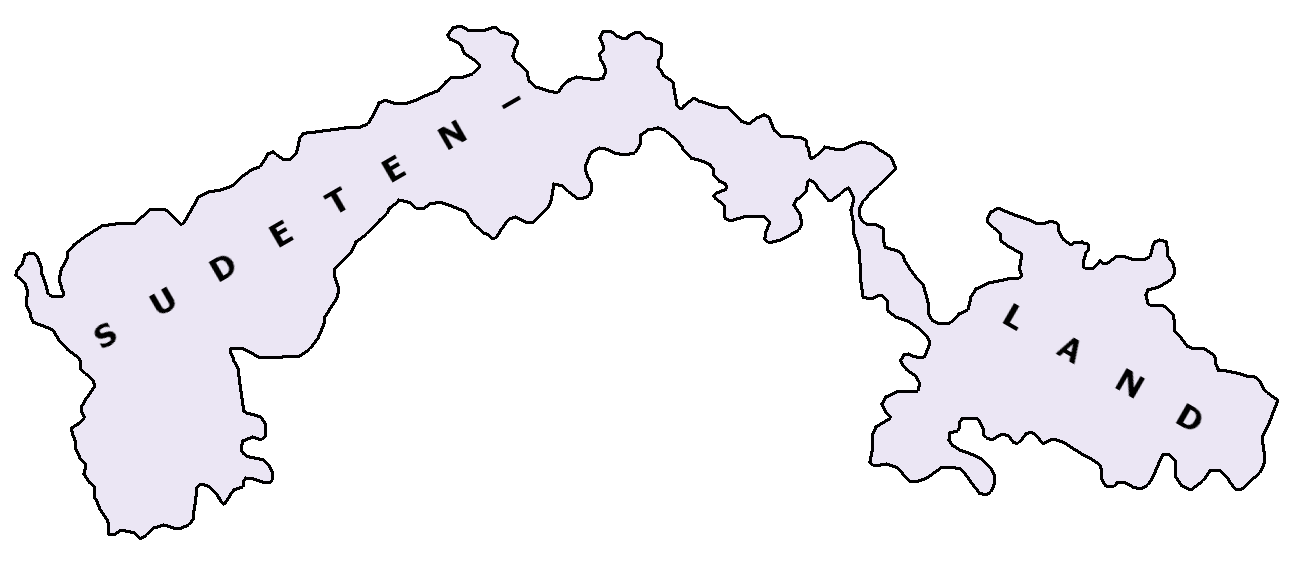
نقشه سودِتِن‌لند در تقسیمات آلمان نازی

سودِتِنْلَند (Sudetenland) (به چکی و اسلواکیایی:Sudety، به لهستانی:Kraj Sudetów) نامی آلمانی است که در زبان انگلیسی در نیمه اول قرن بیستم برای مناطق غربی چکسلواکی که بیشتر محل سکونت اقلیت آلمانی‌تبارها بود، به‌کار می‌رفت. این منطقه مشخصا، نواحی مرزی بوهم، موراویا و بخش‌های مشترک سیلزیای چک و بوهم را شامل می‌شد.
نام این منطقه برگرفته از کوه‌های سودتن است. اگرچه سودتن‌لند گستره‌ای از ورای این کوه‌ها به سوی مرزهای سیلزیا و لهستان امروزی را فرا گرفته بود. آلمانی‌تبارانِ ساکنِ این منطقه را «آلمانی‌های سودتن» (به آلمانی: Sudetendeutsche، به چکی: Sudetští Němci) می‌نامیدند. آلمانی‌های کارپات، اقلیت ساکن در اسلواکی، شامل این گروه نژادی نمی‌شوند.

مناطق محل سکونت آلمانی‌های سودتن پیش از ۱۹۴۵ بر روی نقشه چک امروزی، حزب آلمانی سودتنلند نمایندگی سیاسی مردمان این بخش ها را در دست داشت.